# Phlebia pallidolivens
Phlebia pallidolivens är en svampart som först beskrevs av Bourdot & Galzin, och fick sitt nu gällande namn av Erast Parmasto 1967. Phlebia pallidolivens ingår i släktet Phlebia och familjen Meruliaceae.   Inga underarter finns listade i Catalogue of Life.